# Sal La Rocca

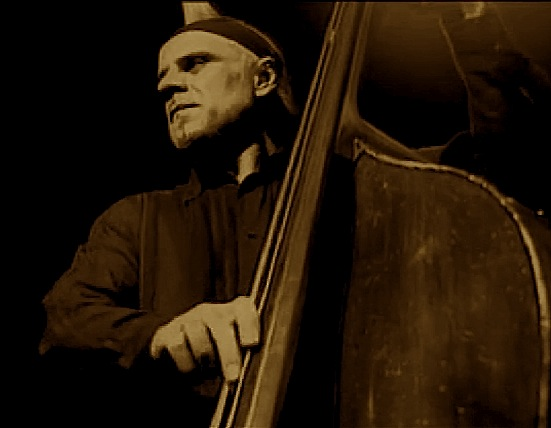
Sal La Rocca

Salvatore „Sal“ La Rocca (* 20. August 1961 in Seraing, Belgien) ist ein belgischer Jazz-Bassist. 

## Leben und Wirken
La Rocca wuchs in der Nähe von Lüttich auf, wo er die Musikakademie besuchte. Zunächst spielte er Blues- und Rockmusik auf der Gitarre, bevor er mit 23 Jahren zum Kontrabass wechselte  und mit Jazzmusikern wie Jacques Pelzer oder Steve Houben spielte. Ab den 1980er Jahren arbeitete er u. a. mit Michel Graillier, Bob Mover, Steve Grossman, John Thomas und in der Band Vaya Con Dios. Sein Debütalbum Latinea nahm er 2003 auf; 2007 arbeitete er mit Jacques Schwarz-Bart. 2012 legte er bei Igloo das Album It Could Be the End vor; dort folgte 2018 das Album Shifted. 
Im Jahr 2015 veröffentlichte er mit der Sängerin Dani Klein Dani Sings Billie, ein Album mit Coversongs von Billie Holiday; das Album konnte sich in den belgischen Charts platzieren.
La Rocca wirkte außerdem bei Aufnahmen von Anne Ducros, Peter Hertmans, Nathalie Loriers, Pascal Mohy, Yves Teicher und Toots Thielemans mit.